# Tano Bato (Barumun)
Tano Bato is een bestuurslaag in het regentschap Padang Lawas van de provincie Noord-Sumatra, Indonesië. Tano Bato telt 762 inwoners (volkstelling 2010).